# أرق

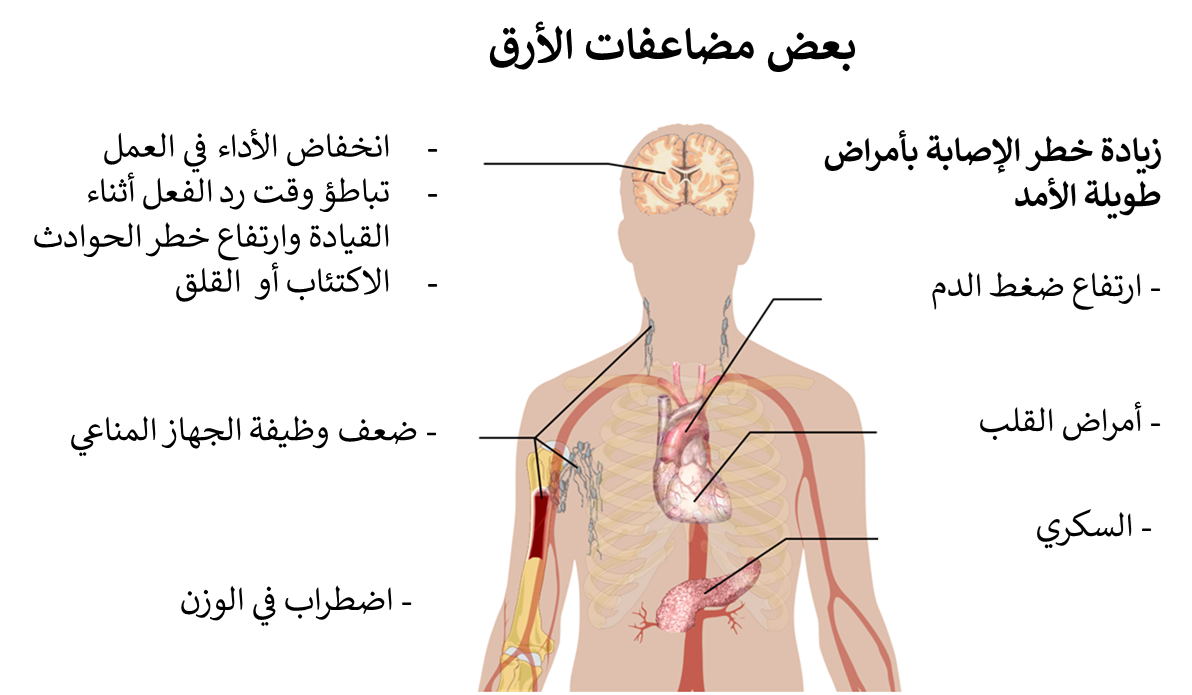
مضاعفات الأرق

الأرق هو اضطراب في النوم أو تقطعه أو انخفاض جودته، مما يعود سلباً على صحة المريض النفسية والجسدية. ويمكن أن يعرف بإنه الشكوى من صعوبة بدء النوم، أو الاستمرار فيه، أو عدم الحصول على نوم مريح خلال الليل، أو النهوض مبكراً بغير المعتاد، وهو يؤثر على نشاط المصاب خلال النهار. وتختلف أسبابه وعلاجاته من شخص لآخر حسب حالته وظروفه.
يمكن أن يحدث الأرق بشكل مستقل أو نتيجة لمشكلة أخرى. وتشمل الظروف التي يمكن أن تؤدي إلى الأرق: توتر، ألم مزمن، قصور القلب، فرط الدرقية، حرقة الفؤاد، متلازمة تململ الساقين، سن اليأس وبعض الأدوية، مثل الكافيين والنيكوتين والكحول. وتشمل عوامل الخطر الأخرى العمل ليلا وانقطاع النفس النومي. ويستند التشخيص على عادات النوم للبحث عن الأسباب الكامنة. كما يمكن إجراء دراسة على النوم للبحث عن اضطرابات النوم الكامنة.  ويتم هذا الإجراء بسؤالين: "هل تواجه صعوبة في النوم؟" و "هل لديك صعوبة في الدخول في النوم أو البقاء نائما؟
تغيير نمط الحياة هي عادة أول علاج للأرق. وتشتمل الأنماط الجديدة على: نظافة الجسد والتعرض لأشعة الشمس، وغرفة هادئة ومظلمة، وممارسة التمارين الرياضية بانتظام. ويمكن أن نضيف أيضا العلاج السلوكي المعرفي. في حين أن الحبوب المنومة قد تساعد على حل المشكلة ولكن يوجد لها مشاكل كبيرة حيث أنها ترتبط بالخرف، والإدمان. لا ينصح بالأدوية لأكثر من أربعة أو خمسة أسابيع. كما أن فعالية وسلامة الطب البديل غير واضحة حتى الآن.
بين 10٪ و 30٪ من البالغين يعانون من الأرق في أي لحظة معينة في الوقت، ونصف هؤلاء يعانون من الأرق في أوقات معينة من السنة. حوالي 6٪ من الناس لديهم أرق فقط بدون أي مشكلة أخرى يعانون منها وتستمر تلك الحالة إلى عدة أشهر. الناس الذين تزيد أعمارهم عن 65 عاما يتأثرون أكثر من الشباب. الإناث أكثر تضررا من الذكور. أوصاف الأرق تحدث على الأقل بقدر ما يعود إلى اليونان القديمة.

## أنواع الأرق
هناك ثلاثة أنواع مختلفة من الأرق:
1. الأرق العَرَضي أو المؤقت: وهو الذي يدوم ما بين ليلة واحدة إلى بضع أسابيع وكل الناس تقريبا قد يعاني منه في وقت من الأوقات بسبب القلق وضغوط الحياة.
2. الأرق الحاد أو قصير المدى: وهو الذي يحدث عندما تتراوح فترة عدم انتظام النوم أو عدم القدرة على النوم لفترات متواصلة بثلاثة أسابيع إلى ستة أشهر.
3. الأرق المزمن: وهو الذي يحدثُ عندما يستمر الأرق لفترة طويلة قد تصل إلى سنوات. وهو النوع الأكثر خطورة.

## أصناف الأرق
يصنف الأرق إلى ثلاثة أصناف:
1. صعوبة البدء في النوم: ويشكو المصابون من صعوبة في النوم عند ذهابهم إلى الفراش ولكن ما إن يناموا فإن نومهم يستمر بشكل طبيعي. ويكون عادة مرتبطا بالتوتر النفسي.
2. الاستيقاظ المتكرر: ويدخل المصابون في النوم بسهولة ولكنهم يشكون من تقطع النوم وعدم استقراره واستمراريته وصعوبة الرجوع إلى النوم.
3. الاستيقاظ المبكر: ويشكو المرضى من الاستيقاظ في ساعة مبكرة من النهار وعدم القدرة على العودة إلى النوم. وهو من علامات الإصابة بالاكتئاب.

## أسباب الأرق
قسم الأطباء النفسيين أسباب الأرق إلى ثلاث مجموعات وهي:

### الأسباب النفسية
- الاضطرابات النفسية: وهو أكثر أسباب الأرق شيوعا. وقد أظهرت الدراسات أن 40% من المصابين بالأرق لديهم اضطرابات نفسية. والأسباب النفسية التي تسبب الأرق متعددة فمنها الاكتئاب والقلق والنيكتوفيليا والضغوط العائلية والوظيفية وغيرها. والمصاب بالأرق الناتج عن اضطرابات نفسية لا يدرك في معظم الحالات أن السبب في إصابته بالأرق يتعلق باضطرابات نفسية. ويخشى الكثير من الناس بأن يوصفوا بأنهم مرضى نفسيين. ولكن نظرا لشيوع الاضطرابات النفسية كأحد أهم الأسباب للأرق يجب استكشاف احتمال وجود الأسباب النفسية عند المصابين بالأرق. ويشكو المصابون بالاكتئاب من الاستيقاظ المبكر بينما يعاني المصابون بالقلق من صعوبة الدخول في النوم
- المنومات والمهدئات: يؤدي استعمال المنومات على اضطراب في نوعية النوم وقد تسبب نعاساً أثناء النهار.

### الأسباب العضوية
وهي متعددة وقد يحتاج الطبيب إلى إجراء دراسة للنوم لتشخيص بعض هذه الأسباب. ومن هذه الأسباب:
- مرض في الجسم كتلك التي تسبب آلاما في الظهر أو المفاصل أو البطن أو الصداع أو الحرارة وعلاج الأرق في هذه الحالة يكون في علاج المرض الأساسي
- الاضطرابات التنفسية: ومنها الشخير وتوقف التنفس أثناء النوم، توقف التنفس المركزي وخاصة عند المصابين بهبوط القلب، والحساسية التنفسية لمجرى الهواء العلوي أو السفلي.
- ارتداد الحمض إلى المريء: وتعني استرجاع الحمض من المعدة إلى المريء وأحيانا يصل الحمض إلى البلعوم. وهذا أحد الأسباب المعروفة لتقطع النوم والأرق.
- متلازمة حركة الساقين غير المستقرة.
- النوم غير المريح «دخول موجات اليقظة على موجات النوم العميق» (نوم الألفا دلتا)، المصابون بهذا الاضطراب قد ينامون لساعات كافية ولكنهم لا يشعرون بالنشاط والحيوية عند استيقاظهم. وهم يصفون نومهم عادة بالنوم الخفيف جدا وعدم القدرة على الاستغراق في النوم. والمصابون بهذا الاضطراب لا يحصلون على النوم العميق بصورة طبيعية.
- الألم: الألم مهما كانت أسبابه قد يؤدي إلى الأرق.
- أسباب طبية أخرى: كالشلل الرعاش وأمراض الكلى واضطراب الغدة الدرقية السكر وغيرها.

### الأسباب السلوكية والبيئية والأجواء المحيطة
- تناول وجبة ثقيلة قبل النوم: ويؤدي ذلك إلى عسر الهضم الذي يسبب الأرق.
- التدخين: من المعروف أن النيكوتين الموجود في التبغ مادة مثيرة للدماغ، يمكن أن تسبب الأرق.
- شرب الكحول.
- تناول القهوة أو الشاي قبل وقت قصير من النوم.
- الضجيج: فبعض الناس لا يستطيع النوم بسبب ما حوله من ضجيج.
- الطيران البعيد والعمل في الليل: ويحدث ذلك عند الطيارين والممرضين والعاملين في فترات متغيرة من اليوم.
- عدم الانتظام في مواعيد النوم والاستيقاظ.
- الأرق المكتسب (الأرق السيكوفيزيولوجي): وهنا يعاني المصاب من الأرق نتيجة لبعض العوارض الاجتماعية أو الضغوط النفسية ولكن بعد زوال السبب الذي أدى للأرق تستمر مشكلة الأرق مع المريض وذلك بسبب اكتساب المريض عادات خاطئة في النوم خلال الفترة السابقة ويصبح المريض مشغول الذهن وكثير القلق من احتمال عدم نومه ويدخله ذلك في حلقة مفرغة تزيد من مشكلة الأرق عنده. وهؤلاء المرضى قد ينامون بشكل أفضل خارج منازلهم.
- الخمول والكسل: فقد أظهرت الدراسات أن الأشخاص الذين يعيشون حياة خاملة ينامون بصورة أسوأ من الذين يعيشون حياة نشطة مليئة بالحيوية. والرياضيون بصورة عامة ينامون أفضل من الخاملين.
- الإفراط في استخدام المنبهات أو استخدام الكحول أو شرب المشروبات الغازية: والمنبهات تشتمل على المشروبات المنبهة كالقهوة والشاي والكولا والشوكولا. كما أن دخان السجائر يعتبر من المنبهات. أما بالنسبة للكحول فإنه من المثبت علميا أنه يؤدي إلى الأرق وتقطع النوم كما أنه يزيد من اضطرابات التنفس أثناء النوم.
- عدم القيام بجهد جسماني: فيكثر الأرق عند الذين يعملون في المكاتب أو الذين لا يبذلون جهدًا جسديًا كبيرا.
- الأدوية: الأدوية التي قد تؤثر على النوم تشمل: أدوية مضادة للاكتئاب، أدوية لمعالجة أمراض القلب وضغط الدم، أدوية ضد الحساسية وأيضا الكثير غيرها.[بحاجة لمصدر]

## تشخيص الأرق
يقاس الأرق على نطاق واسع باستخدام مقياس الأرق في أثينا. وذلك باستخدام ثمانية معايير مختلفة تتعلق بالنوم، وتمثل أخيرا كمقياس شامل الذي يقيم بدوره نمط النوم للفرد.
ينبغي استشارة أخصائي النوم المؤهل لتشخيص أي اضطراب للنوم حتى يمكن اتخاذ التدابير المناسبة. التاريخ الطبي الماضي والفحص البدني يجب القيام به للقضاء على الظروف الأخرى التي يمكن أن تكون سبباً للأرق. بعد استبعاد جميع الشروط الأخرى يجب أن يؤخذ تاريخ النوم الشامل. وينبغي أن يشمل تاريخ النوم، عادات النوم، والأدوية (الوصفة طبية وغير الوصفة الطبية)، واستهلاك الكحول، والنيكوتين، والكافيين، والأمراض المشتركة، وبيئة النوم. ويمكن استخدام مذكرات النوم لتتبع أنماط النوم الفردية. وينبغي أن تشمل اليوميات: الوقت إلى الفراش، ومجموع وقت النوم، وبداية وقت النوم، وعدد مرات الاستيقاظ، واستخدام الأدوية، وقت الصحوة والمشاعر الذاتية في الصباح. يمكن استبدال مذكرات النوم أو التحقق من صحتها عن طريق استخدام أتيغرافي للمريض الخارجي لمدة أسبوع أو أكثر، وذلك باستخدام جهاز يعمل على قياس الحركة.
يجوز أن يبين هذا الاختبار للمرضى الذين يعانون من أعراض بالإضافة إلى الأرق، بما في ذلك توقف التنفس أثناء النوم، والسمنة، وقطر الرقبة السميكة، أو امتلاء البلعوم. عادة لا يكون الاختبار ضروريا لإجراء التشخيص، خاصة بالنسبة للأشخاص العاملين يمكن علاجهم في كثير من الأحيان عن طريق تغيير جدول العمل لإتاحة الوقت للنوم الكافي وتحسين معدل النوم.
بعض المرضى قد تحتاج إلى إجراء دراسة للنوم بين عشية وضحاها لتحديد ما إذا كان الأرق موجود أم لا. مثل هذه الدراسة سوف تشمل عادة أدوات التقييم بما في ذلك بوليسومنوغرام واختبار النوم المتعدد. المتخصصين في طب النوم مؤهلون لتشخيص الاضطرابات، وفقا ل ICSD فهنالك 81 فئة لتشخيص اضطرابات النوم الرئيسية. المرضى الذين يعانون من بعض الاضطرابات، بما في ذلك تأخير اضطراب مرحلة النوم، غالبا ما يتم تشخيصها بشكل خاطئ مع الأرق الأولي. عندما يكون الشخص لديه صعوبة في الحصول على النوم والاستيقاظ في الأوقات المرجوة، ولكن لديه نمط النوم الطبيعي، فإن اضطراب إيقاع الساعة البيولوجية هو السبب المحتمل.
في كثير من الحالات، يشترك الأرق مع مرض آخر، كما يمكن حدوثه بسبب الآثار الجانبية من الأدوية، أو المشاكل النفسية. ما يقرب من نصف الأشخاص المصابين بالأرق يرتبطون باضطرابات نفسية. بينما في الاكتئاب «ينبغي اعتبار الأرق حالة مرضية، بدلا من أن تكون حالة ثانوية؛» والأرق عادة ما يسبق الأعراض النفسية. «فمن الممكن أن يشكل الأرق خطرا كبيرا لتطوير اضطراب نفسي لاحق». يحدث الأرق في ما بين 60٪ و 80٪ من الأشخاص الذين يعانون من الاكتئاب. وقد يرجع ذلك جزئيا إلى العلاج المستخدم لعلاج الاكتئاب.
تحديد السبب ليس ضروريا للتشخيص.

## الوقاية
الذهاب إلى النوم والاستيقاظ في نفس الوقت كل يوم يمكن أن يخلق نمط ثابت والذي قد يساعد على علاج الأرق. تجنب أي من المشروبات التي تحتوي على كافيين قبل الذهاب إلى النوم ببضع ساعات، في حين استخدام تلك المشروبات في الأوقات الأخرى من اليوم مفيد. يجب أن تكون غرفة النوم باردة ومظلمة، وينبغي استخدام السرير فقط للنوم. هذه هي بعض النقاط المدرجة في ما يسميه الأطباء «بالعادات الصحية للنوم».

## علاج الأرق

### العلاج الطبي
في حالة ما إذا كان الأرق ناتجا عن مرض عضوي أو نفسي فإنه يجب علاج هذا المرض ليزول الأرق. لذا فالعلاج الحقيقي هو وصف الأدوية المناسبة. ومن هذه الأدوية:
- الأقراص المنومة وأشهرها البنزوديازيبين مثل ديازيبام إلا أن معظمها يسبب نوعا من التعود، حيث يصبح المريض لا يستطيع النوم بدون الدواء، وقد يحتاج الأمر إلى تقليل الجرعة بالتدريج لكسر اعتماد المريض على الدواء.
- أحيانا تستخدم مضادات الحساسية مثل الدايفينهايدرامين للمساعدة على النوم، فكما هو معروف فإن النعاس من الآثار الجانبية لمضادات الحساسية. أحيانا توصف أقراص الميلاتونين حيث يقوم الميلاتونين بضبط دورة الاستيقاظ والنوم لدى الإنسان.
- توصف أحيانا مضادات الاكتئاب لما لها من أثر مهدئ.
- للأعشاب أيضا دور في العلاج، مثل نبات الفاليريانا الذي يتم تعبئته الآن في كبسولات ووصفه لمصابي الأرق، وأيضا الكاموميل (الشيح) وحشيشة اللافندر.
- أما العلاج الشعبي للأرق فهو شرب الحليب الدافئ، وقد وجد أن الحليب الدافئ يحتوي على نسبة عالية من التريبتوفان، وهو مهدئ طبيعي. وجد أيضا أن إضافة العسل إلى الحليب يؤدي إلى سرعة امتصاص الجسم للتريبتوفان.

### خطوات للمساعدة على التخلص من الأرق
- الذهاب إلى النوم في موعد ثابت، والاستيقاظ يوميا في موعد ثابت.
- الامتناع عن شرب المنبهات كالشاي والقهوة لعدة ساعات قبل النوم واستبدالها بمشروبات أخرى كالحليب مثلا.
- تجنب الغفوات النهارية.
- لا تسهر كثيراً، وعود نفسك على الذهاب إلى الفراش في ساعة محددة كل ليلة سواء كنت متعباً أو لا. وحاول أن تستيقظ في نفس الوقت كل يوم فهذا قد يفيدك في تنظيم نومك.
- احرص على أن تكون غرفة النوم مريحة، معتدلة الحرارة، خالية من الإزعاج وينبغي أن تكون هادئة مظلمة.
- اجعل غرفة النوم للنوم فقط ولا يكن السرير صلباً ولا رخواً متهالكاً.
- القيام ببعض التمارين الرياضية كالمشي، وعدم الإجهاد بتمارين عنيفة فقد يكون مفعولها عكسيا.
- الابتعاد عن الكحول، فالكحول قد يساعد على النوم في بداية الأمر، لكنك بكل تأكيد سوف يستيقظ الشخص بعد ساعات قليلة.
- عدم تناول العشاء متأخرا، بل قبل ساعات من النوم، وليكن العشاء خفيفاً.
- إذا لم تستطع ان تنام بصورة جيدة خلال الليل، حاول أن لا تنام خلال ساعات النهار، وقاوم النوم حتى المساء كي تنام بصورة أفضل. نومك خلال النهار لتعويض ساعات الليل، يجعل نومك أصعب خلال الليل.
- حاول أن تأخذ قسطا من الراحة والاسترخاء بصورة جيدة قبل ذهابك إلى السرير.
- إذا كان هناك موضوع يقلقك، ولا تستطيع عمل شيء تجاه هذا الأمر، اكتب هذا الموضوع في ورقة قبل أن تذهب إلى السرير، واكتب امامه بانك سوف تفكر به وتحاول حله في صباح الغد.
- إذا لم تستطع النوم، فلا تبق في سريرك قلقا تفكر في كيف ستنام، انهض من سريرك وافعل شيئا تشعر انه يجعلك تسترخي مثل قراءة كتاب جيد ومسل، مشاهدة التلفزيون، بعد قليل سوف تشعر بالإجهاد وتشعر بانك ترغب في النوم.
- هناك طريقة جيدة للعودة للنوم بصورة طبيعية، وهي الاستيقاظ مبكرا صباح كل يوم في نفس الوقت، مهما تأخرت في السهر في الليلة السابقة، وليكن ذلك بمساعدة ساعة منبهة، كذلك عليك ان لا تأوي إلى السرير مرة أخرى قبل الساعة العاشرة مساء. إذا قمت بهذا العمل لعدة ليال، فان نومك سينتظم بصورة طبيعية.
- إذا قمت بفعل جميع هذه الاشياء ولم تستطع النوم بصورة جيدة، عندئذ يجب عليك استشارة طبيبك، وتستطيع ان تتحدث معه في أي موضوع يقلقك ويمنعك من النوم.
- يمكن تناول بعض المنومات بعد استشارة الطبيب مثل نيترازيبام، ولوبرازولام.

### عادات بعض الشعوب في التخلص من الأرق
- في ألمانيا: ينصح الأطباء بتناول كوب من الحليب المحلى بالعسل قبل النوم مباشرة إذ إن الحليب يهدئ الأعصاب ويساعد على النوم.
- في أمريكا: يتثاءب الأمريكي 10 مرات متتالية فيعمل التثاؤب على استرخاء العضلات والأعصاب مما يبدد الأرق ويساعد على الاستغراق في النوم.
- في فرنسا: ينصح المصاب بالأرق بالنهوض من الفراش واستبدال الملاءة بأخرى ثم الاستسلام للنوم بدون التفكير في موضوع الأرق.
- في الهند: رقصة الفيل هي الطريق إلى التغلب على الأرق! حيث يقوم المصاب بالأرق بتقليد اهتزازات الفيل بطريقة آلية وببطء شديد. فتبعث رتابة الحركات وتكرارها على الكسل وخمول العضلات مما يجلب النوم.

## علم الأوبئة
بين 10٪ و 30٪ من البالغين يعانون من الأرق في أي لحظة معينة في الوقت، ونصف هؤلاء يعانون من الأرق في أوقات معينه من السنة. حوالي 6٪ من الناس لديهم أرق فقط بدون أي مشكلة أخرى يعانون منها وتستمر تلك الحالة إلى عدة أشهر. الناس الذين تزيد أعمارهم عن 65 عاما يتأثرون أكثر من الشباب. الإناث أكثر تضررا من الذكور. 
هناك معدلات أعلى من الأرق بين طلاب الجامعات مقارنة مع عامة السكان.
الأشخاص الأكثر عرضه للإصابة بالأرق
- الأفراد الأكبر سنا من 60 عاماً.
- تاريخ اضطراب الصحة النفسية بما في ذلك الاكتئاب، الخ.
- ضغط عاطفي.
- العمل في وقت متأخرٍ من الليل.
- السفر كثيراً لأماكن بعيدة.

## شخصيات مشهورة مصابة بالأرق
كثير من الأدباء والفنانين ينتجون أعمالهم ليلا. يقول كافكا في مذكراته الشخصية: "يخفي أرقي خلفه خوفا عظيما من الموت. ربما كنت أخشى أن لا تتمكن روحي، التي تفارقني خلال النوم، من العودة ثانية".

من الأدباء المصابون بالأرق كافكا، مارسيل بروست، وفلاديمير نابوكوف، تشارلز ديكنز وإميلي برونتي، ووالت ويتمان، وصادق هدايت، وكذلك ياسوناري كاواباتا، ماري داريوسِيكْ، إميل سيوران.

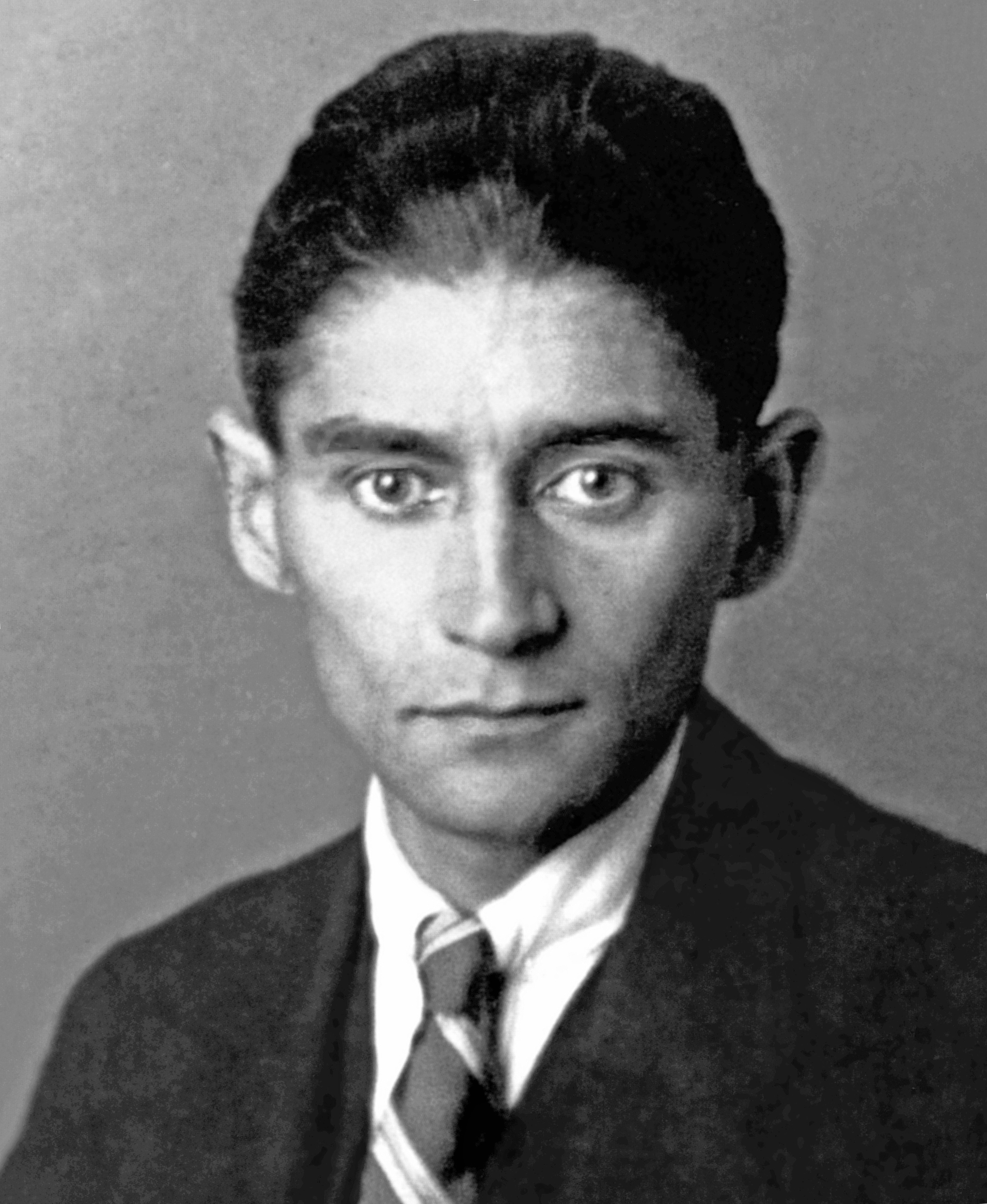
الأديب فرانز كافكا
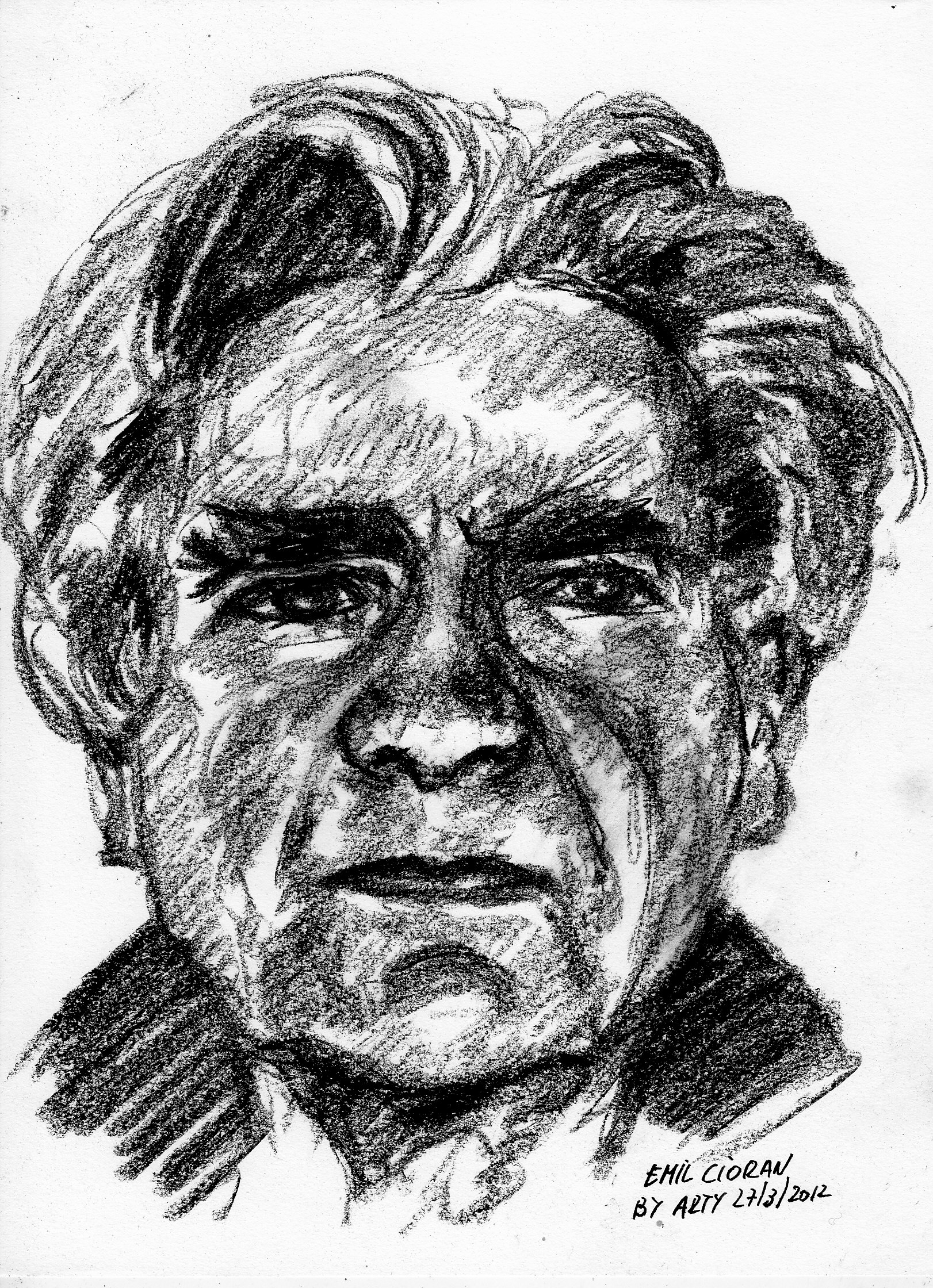
إميل سيوران
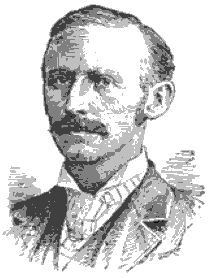
تشارلز ديكنز
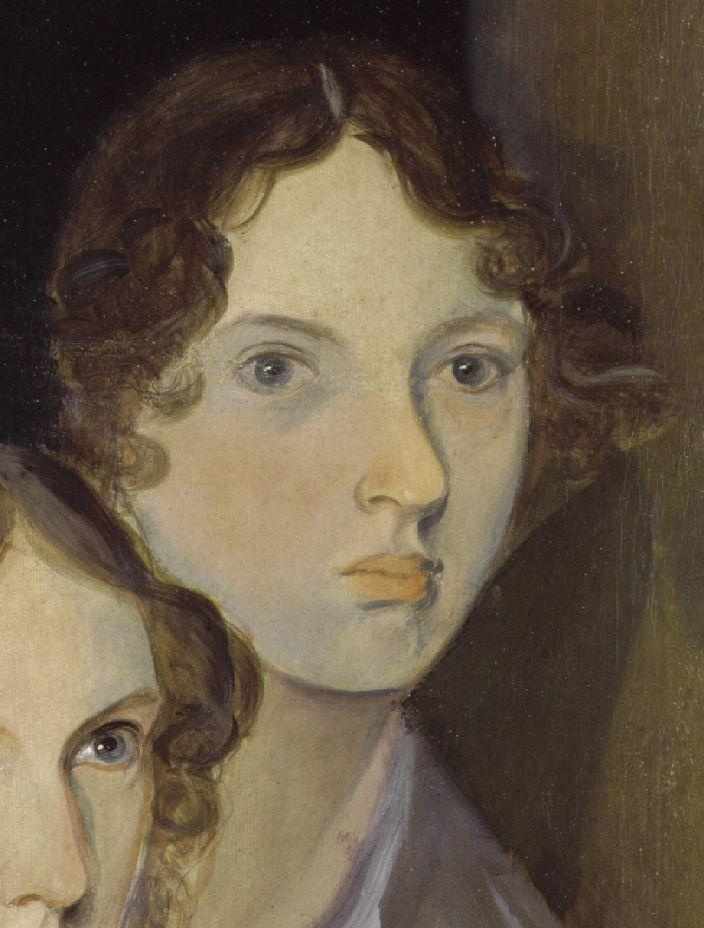
إميلي برونتي
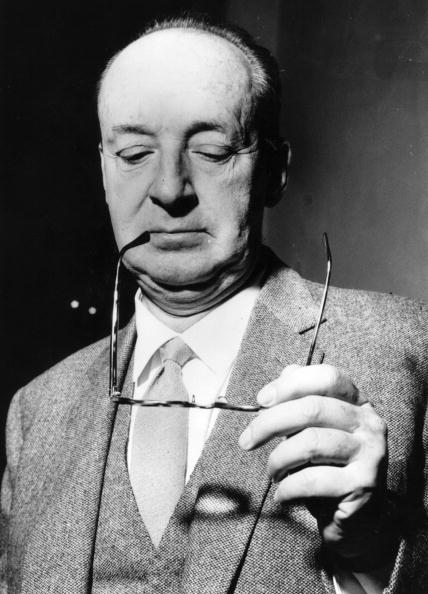
فلاديمير نابوكوف
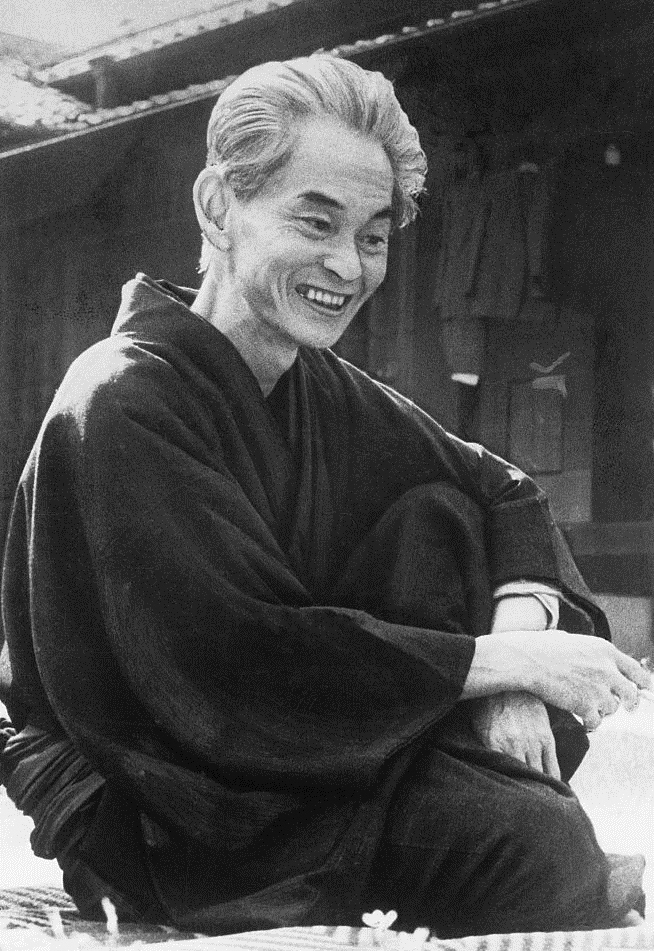
ياسوناري كاواباتا